# Biserica de lemn „Sfântul Arhanghel Mihail” din Teșcureni
Biserica de lemn „Sf. Arhanghel Mihail” este o biserică amplasată în Teșcureni, raionul Ungheni, Republica Moldova. Este un monument istoric de importanță națională inclus în Registrul monumentelor Republicii Moldova ocrotite de stat cu nr. 1704 (raionul Ungheni). Datează din 1779.